# Oranienburger Straße 27

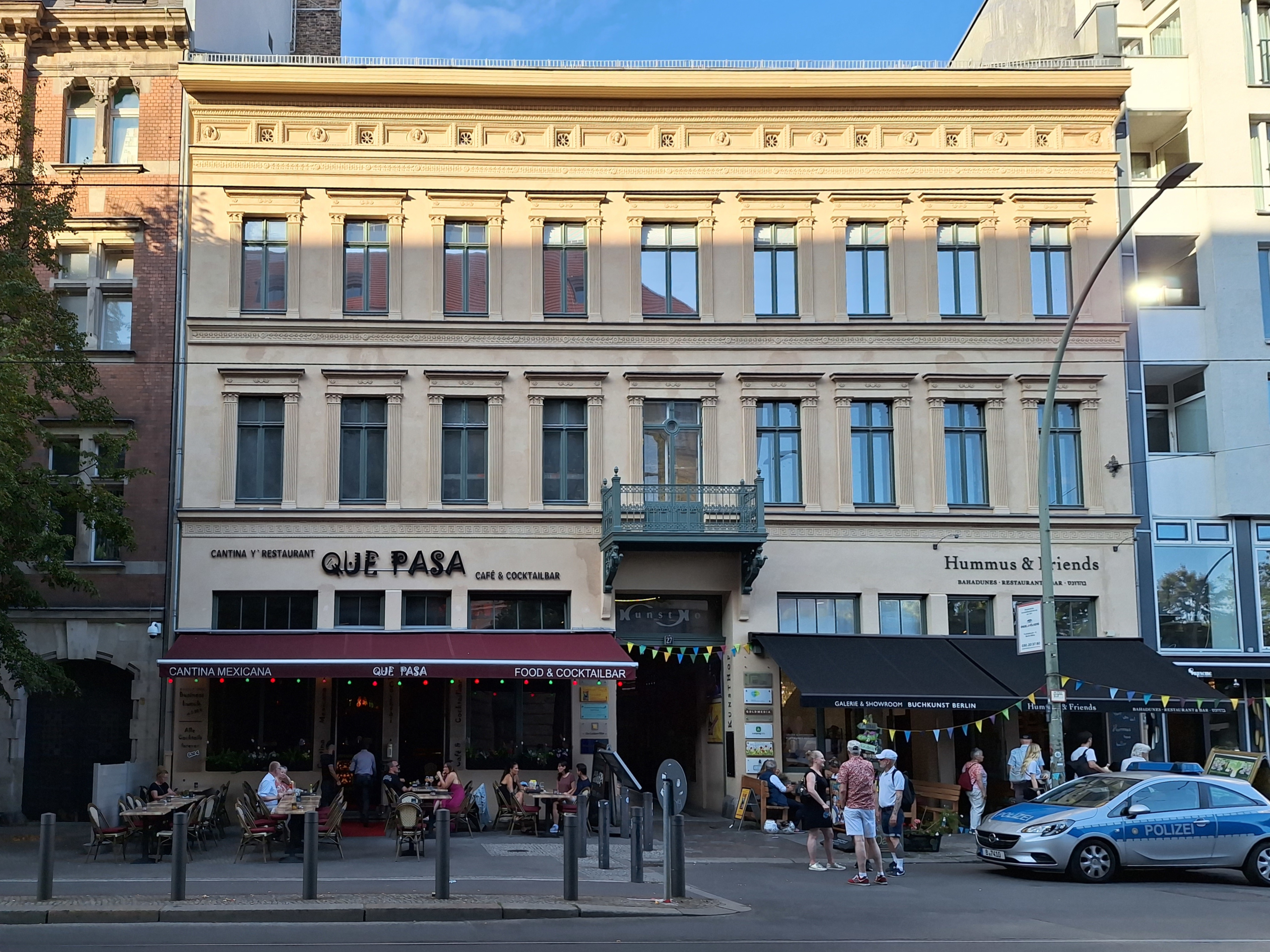
Vorderhaus Oranienburger Straße 27

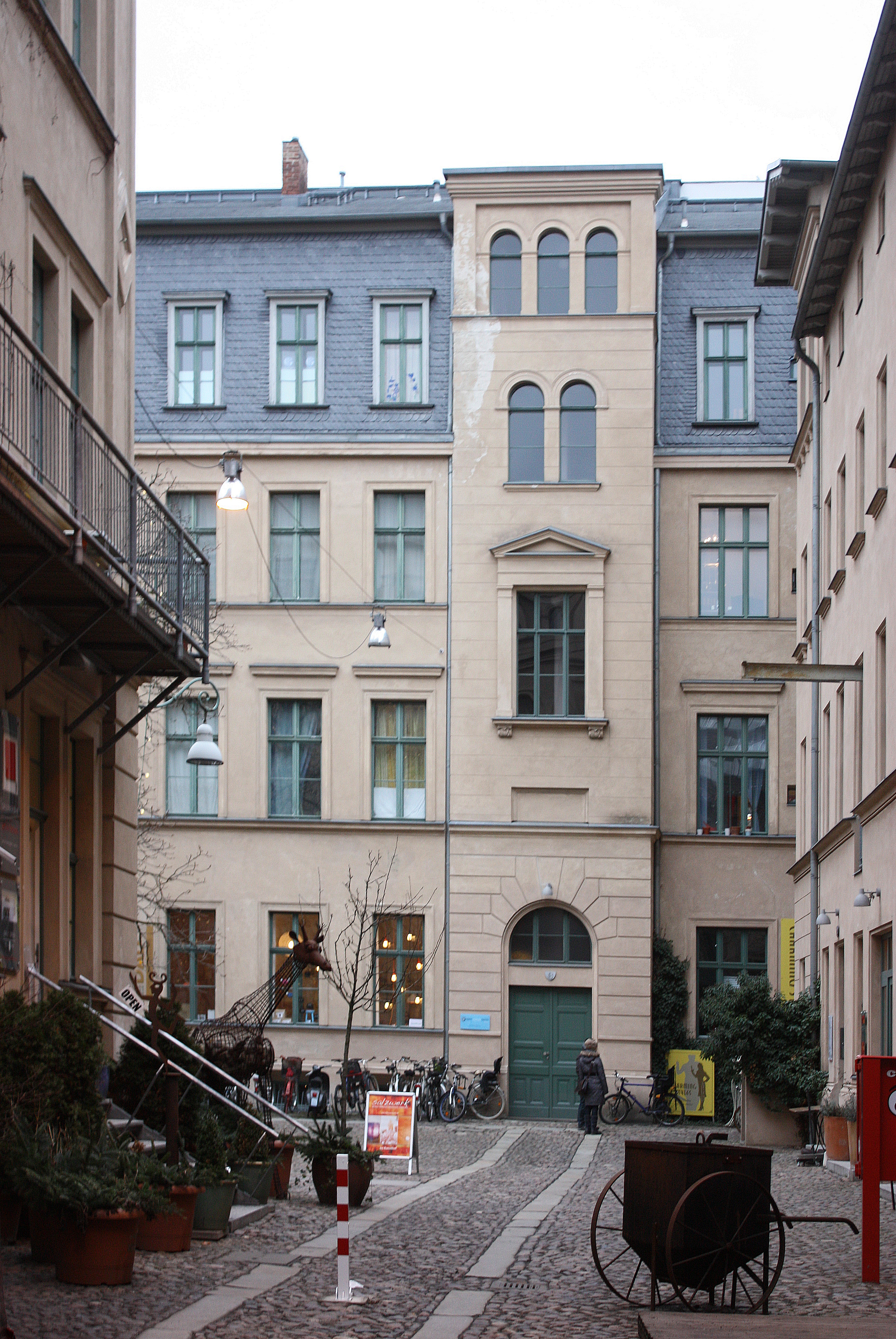
Innenhof

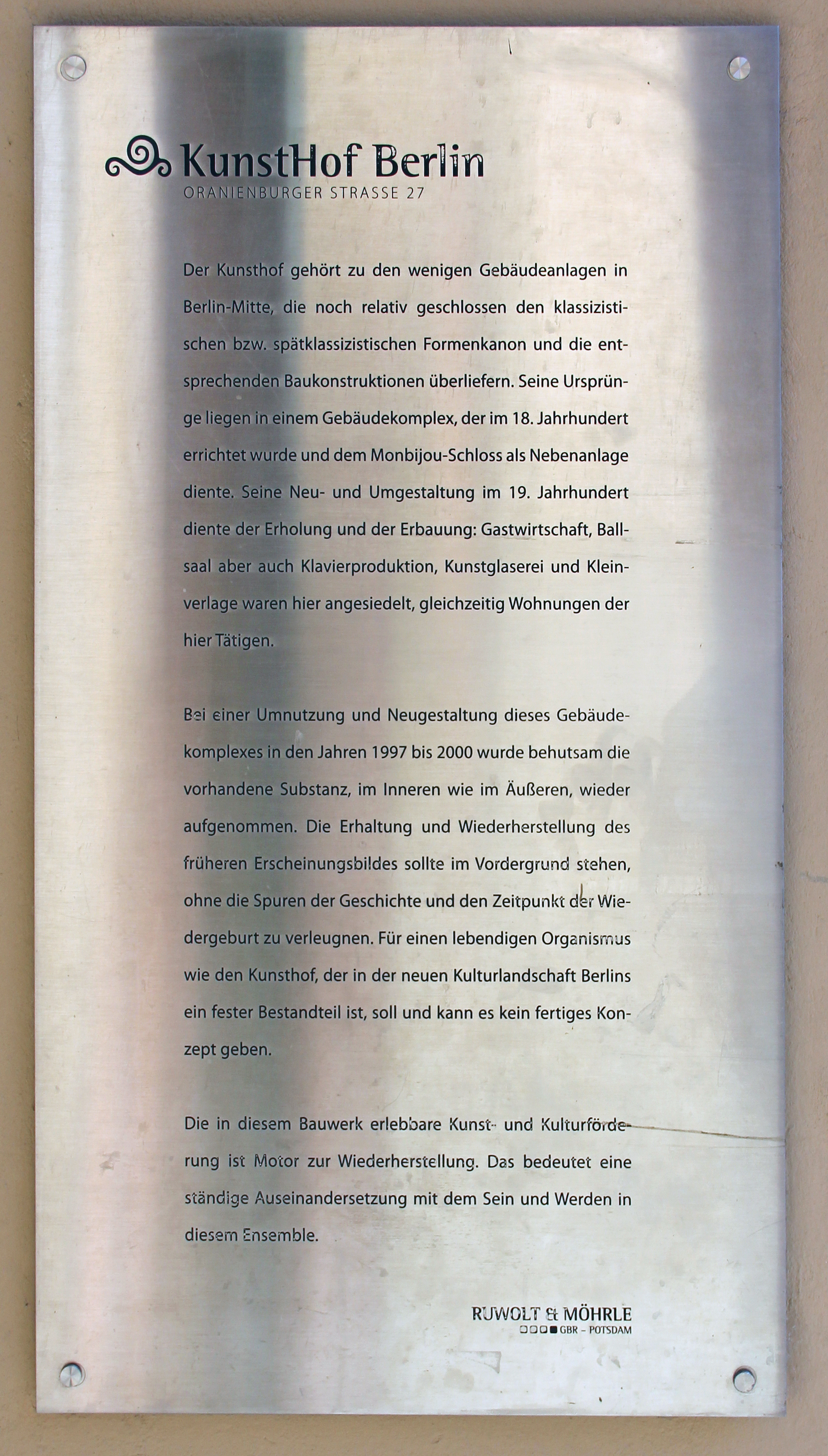
Gedenktafel am Haus Oranienburger Straße 27 in Berlin-Mitte

Das denkmalgeschützte Gebäude Oranienburger Straße 27 befindet sich im Berliner Ortsteil Mitte in der Nähe der Neuen Synagoge. Eine kleine Einfahrt führt in die Wohn- und Gewerbehofanlage, die 1996–1999 erneuert wurde und nunmehr den Namen Kunsthof Berlin führt.

## Umgebung
Zwischen Hackeschem Markt und Friedrichstraße gelegen, befinden sich in der Oranienburger Straße neben dem Monbijoupark das ehemalige Postfuhramt, das Haupttelegraphenamt, das Kunsthaus Tacheles sowie die Neue Synagoge.

## Geschichte
Die Gebäudeanlage in der Oranienburger Straße 27 wurde in den Jahren 1840 bis 1866 im klassizistischen Architekturstil der Schinkel-Zeit erbaut. Bis dahin war lediglich der Hofbereich bebaut, der als Schankwirtschaft genutzt wurde. Während der ersten Bauphase ließen der Kaufmann Ernst Wilhelm Müller und der Kassierer des Königlichen Generalpostamtes Weigel das dreigeschossige Vorderhauses sowie die östlich und westlich angrenzenden Seitengebäude bauen. Zudem wurden ein Belvedere, ein turmartiger Anbau, an der linken Seite und Quergebäude hinzugefügt. Der Fabrikant und Bankier Joseph Tobias Goldberger (1825–1869) führte den Bau ab 1855 fort. Er ließ das Belvedere verlängern, den westlichen Hofflügel neu bauen und schloss den gesamten Bau 1866 mit einem neuen Quergebäude ab.
Das Gebäude gehört heute zu den wenigen noch erhaltenen in Berlin, die den spätklassizistischen Formenkanon und die entsprechenden Baukonstruktionen zeigen. Das 1840 erbaute Vorderhaus besticht vor allem durch klare Reihung der Fenster, die betonte Mittelachse durch den auffälligen Balkon sowie die Drempel-Fenster mit Zinkgussrosetten. Das Belvedere und die westlichen Anlagen zeigen Merkmale des italienischen Villenstils.
Die Wohnräume in der ersten Etage wurden von der Familie Goldberger repräsentativ mit Wanddekorationen und Intarsienparkett ausgestattet. Beides wurde während der Renovierungsarbeiten korrigiert und ergänzt und liefert somit ein seltenes Zeugnis der Innenraumgestaltung aus der Zeit Friedrich Wilhelms IV. Allerdings ist das teils stark abgetretene Parkett im ersten Geschoss heute mit einem Glasboden bedeckt, um den Boden zu schützen.
Renovierung und Umbau wurden 1998 fertiggestellt und durch den städtebaulichen Denkmalschutz gefördert. Hans Barlach, Enkel des Bildhauers Ernst Barlach, hatte dort einen Skulpturenpark geplant.

## Familie Goldberger
Die Gebäudeanlage wurde Mitte des 19. Jahrhunderts von Joseph Tobias Goldberger erbaut, dessen Sohn Ludwig Max Goldberger (1848–1913) zunächst Bankier und später Wirtschaftsfunktionär in Berlin war. Die Bezeichnung der USA als „Land der unbegrenzten Möglichkeiten“ geht auf Ludwig Max Goldberger zurück, der nach einer Amerikareise 1903 ein Buch unter diesem Titel veröffentlichte. Darüber hinaus war er einer der Mitgründer der Dresdner Bank und leitete den Verein Berliner Kaufleute und Industrieller. In dieser Position trug er maßgeblich zur Gründung der Berliner Handelskammer bei. Zudem organisierte er 1896 die Gewerbeausstellung im Treptower Park bei Berlin. Die Gräber der beiden Bankiers Goldberger befinden sich auf dem Jüdischen Friedhof Schönhauser Allee.

## Heutige Nutzung
Der hintere Teil der Gebäudeanlage ist derzeit als Kunsthof Berlin bekannt. Zu den Mietern gehören Galerien, Künstler sowie Restaurants, Cafés und Bars, darunter die Tadschikische Teestube, die 1974 im sowjetischen Pavillon der Leipziger Messe ausgestellt und später dem damaligen Zentralen Haus der DSF, dem heutigen Palais am Festungsgraben übergeben worden war. Nachdem sie dort zum 1. Mai 2012 geschlossen worden war, wurde sie im November 2012 im Kunsthof Berlin neu eröffnet. In den Büroräumen im Vorderhaus haben sich mehrere Dienstleistungs- und Beratungsunternehmen angesiedelt.

## Filme
- Gesichter Berlins. Die Keksbäckerin Beate Westphal. Porträt, Deutschland, 2006, 15 Min., Buch und Regie: Konstanze Hupe, Produktion: RBB, Erstausstrahlung: 12. Mai 2008, Inhaltsangabe mit Fotos von RBB.